# Cassipourea ndambiana
Cassipourea ndambiana là một loài thực vật có hoa trong họ Rhizophoraceae. Loài này được Breteler mô tả khoa học đầu tiên năm 2008.